# La corona de fuego
La corona de fuego es una leyenda medieval focalizada principalmente en la ciudad española de Monforte de Lemos, y en su comarca, la Terra de Lemos, perteneciente a la Comunidad Autónoma de Galicia, lugar en el que ha gozado de un tradicional y singular arraigo popular; llevada a la literatura en numerosas ocasiones, se ha especulado con su posible origen germánico, debido a la existencia de tradiciones orales y escritas de corte muy similar, identificadas en Alemania.

## Argumento

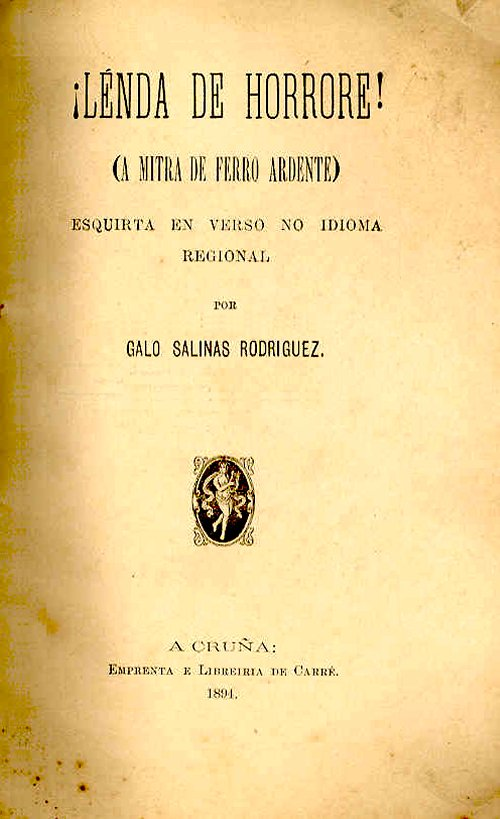
Una de las versiones literarias de la leyenda, en este caso en verso: A mitra de ferro ardente, de Galo Salinas (1894)

Básicamente la trama argumental gira en torno a un pasadizo subterráneo que uniría el palacio condal de Monforte de Lemos con la iglesia de San Vicente del Pino; durante una ausencia del Conde de Lemos, que parte a cumplir con encomiendas reales, el abad del Monasterio benedictino de San Vicente se habría servido del corredor para mantener un romance con la hija del conde; en algunas versiones, sin embargo, se trata de su esposa. Al retorno del conde, y enterado del lance amoroso, invita al abad a una opípara comida; cuando ordena que se traigan los postres, un sirviente del conde trae una corona de hierro al rojo vivo, con la que corona al abad, provocándole la muerte. En una de las versiones la represalia tiene su origen en una disputa relativa a la propiedad de ciertos terrenos, y en otras en una negativa de los monjes a abrir el citado pasadizo; esta última es la versión que Antolín López Peláez, en su obra Los Benedicitinos de Monforte, afirma haber escuchado en la tradición oral; otras versiones, como la de Galo Salinas, incluyen la particularidad de que un judío facilita al abad una pócima para conseguir sus objetivos. Cabe mencionar la importancia que tuvo la comunidad judía en esta localidad.

## En la literatura
La primera mención escrita que nos llega de la leyenda, es la glosada por el Padre Sarmiento, un intelectual que se ocupó en su vasta obra de la historia y tradiciones de Galicia; a continuación tenemos una versión llamada "La corona de fuego o los subterráneos de Altamira", de José Pastor de La Roca, que tiene la particularidad de involucrar otras ciudades españolas además de Monforte, como Toledo, Granada, o Almería; tras ella, la hoy olvidada novela por entregas titulada Horrores del feudalismo: la torre de los vampiros, de Antonio San Martín, que glosa la leyenda. El popular novelista e historiador Benito Vicetto, publica La corona de fuego en 1878, y también menciona la historia en su novela Los Hidalgos de Monforte; sin embargo, la versión más popular y conocida sería la de Amor Meilán, La corona de fuego o el secreto de una tumba, publicada en 1893. Galo Salinas publicaría su versión, en verso y en lengua gallega, en 1894; llevaría por título Lenda de horrore!. A mitra de ferro ardente. Nicolás Taboada y Heraclio Pérez Placer también editan su propia Corona de Fuego en verso, llegando únicamente hasta nuestros días un fragmento de la obra, escrita en gallego, del segundo.
Una característica común a muchas de estas obras es el anacronismo, ya que en un mismo relato se aglutinan personajes que jamás llegan a coincidir históricamente en el tiempo; actualmente la práctica totalidad de las ediciones se encuentran descatalogadas, siendo de difícil localización los ejemplares.

## Versión popular y versión histórica
La leyenda provocaría deformaciones en la tradición oral, que llegan a especular con la existencia, no ya de un pasadizo entre el palacio condal y el Monasterio, sino con la existencia de un corredor subterráneo que llegaría desde el palacio al río Cabe, supuestamente para poder abrevar los caballos en un posible asedio. Sin embargo, en general los historiadores han descartado la autenticidad de la leyenda, restringiéndola a una fabulación histórica. Hasta fechas muy recientes, se consideraba una invención la totalidad de la fábula, y así lo consideraron historiadores como Germán Vázquez o Manuel Hermida Balado. Sin embargo, recientes estudios de documentación original del convento, en poder de una familia particular, han revelado la certeza de la existencia de un pasadizo que unía el palacio y la iglesia, y que tenía el fin de dar un acceso directo de los condes a esta. Así, se recoge en la citada documentación que sería el VIII Conde de Lemos, D. Francisco Ruiz de Castro, hermano de D. Pedro Fernández de Castro y Andrade, VII Conde de Lemos, el que zanjaría la cuestión cerrando el pasadizo, que resultaba oprobioso a la comunidad monacal:

"Unos mandatos y brebes del nuncio sobre el pasadiço que el año 1619 se edificó a devoción de los Condes de su casa ala Iglesia y ano de 1621 se derribó y ano de 1623 se intentó que esta casa se lo bolbiese a reedificar y ano 621 se les había buelo y ano de 1626 los mismo Señores Condes, digo el Señor Conde Don Francisco de Castro lo quito del todo y hiço un gran bien a esta casa y Iglesia de redemirla de aquel ympedimiento que tomaba la puerta principal de la yglesia y sin costa ni pleyto de su voluntad: ay obligación de encomendar a dios a este S. Señor."

### La versión del Abad García

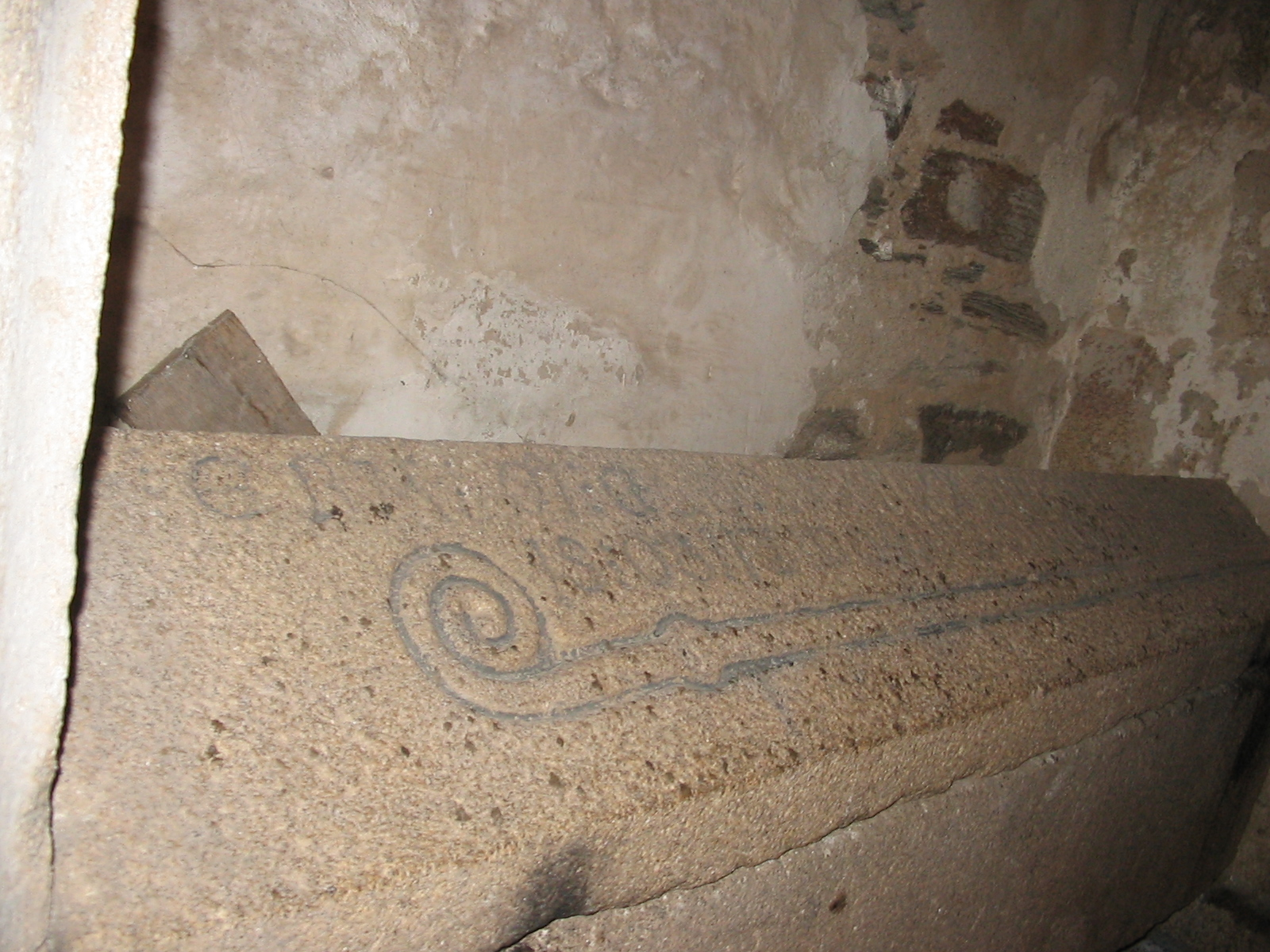
Sepulcro del Abad García, en el Monasterio de San Vicente del Pino, de Monforte de Lemos; es una de las dos sepulturas popularmente relacionadas con la leyenda.

Se relaciona la historia con un sepulcro granítico existente en la iglesia de San Vicente, y correspondiente al Abad Don Diego García III, un monje del que se tienen pocas referencias, en parte debido a la pérdida de los archivos del monasterio en un espectacular incendio. El sepulcro está junto a la puerta principal de la iglesia, en el muro de la Pila bautismal, en un hueco bajo un arco de medio punto, y con la siguiente inscripción en latín: 

ERA : M : CCC : LXXII : XX DIE : MENSIS : NOVEMBRIS : OBIIT : DICACVS : GARSIA : ABBAS

Manuel Murguía, Otero Pedrayo, Vilariño y Amor Meilán, relacionan este sarcófago con la leyenda, y Vilariño afirma que, abriendo el Sepulcro, se podían apreciar las marcas de la mitra ardiente: "persona que presenció el acto de abrir el sarcófago indicó que contiene varios huesos sueltos y que en el cráneo se notaba hacia la sién la huella que ha debido producir la quemadura", mientras que Otero Pedrayo afirma que "abierta hace muchos años la caja, se encontró el cráneo con huellas del círculo de fuego". En la caja pétrea, tal y como recoge Germán Vázquez en su "Historia de Monforte", se pueden apreciar huellas de palancas y huecos ennegrecidos producto de los curiosos que a lo largo de la historia se han servido de llamas y mecheros para ver los restos del abad, costumbre de mucho arraigo entre los muchachos de la localidad.

### La versión de Fray Andrés Pardo

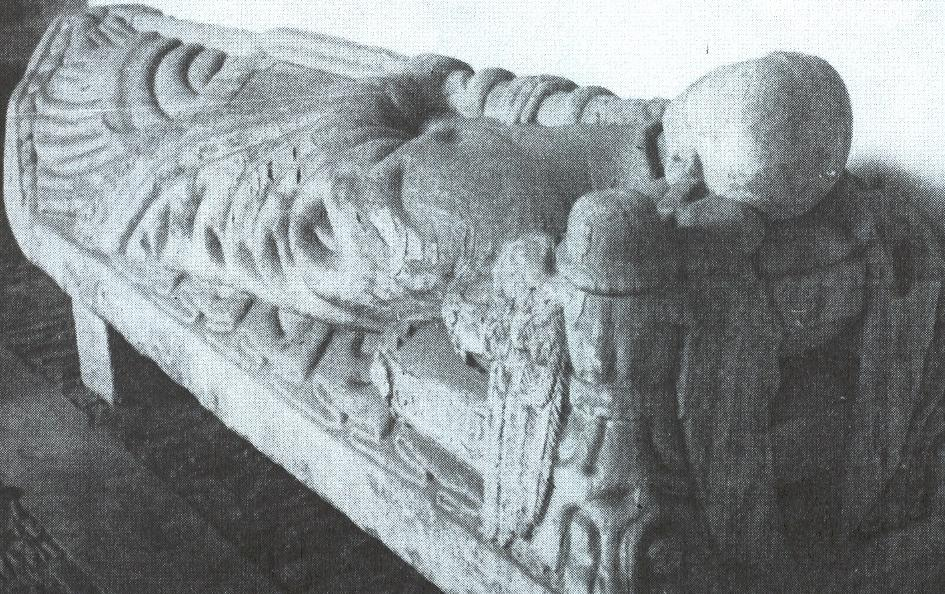
Sarcófago con estatua yacente de Fray Andrés Pardo, encontrada en 1932 bajo la plaza de España de Monforte de Lemos, y conservada en el museo provincial de Lugo. Hacia él apunta otra versión de la leyenda, con un cierto sostén documental

Otra de las versiones tradicionales apuntan al sepulcro de Fray Andrés Pardo, Abad del Monasterio de San Vicente, cuya estatua sepulcral se conserva en el Museo Provincial de Bellas Artes de Lugo. Se trata de un sacórfago con estatua yacente ejecutada en piedra Mármol, probablemente Mármol del Incio; vestido de pontifical, descansa sobre la parte superior de su cuerpo, y la cabeza sobre almohadones ricamente decorados. Dos ángeles genuflexos lo flanquean, y las manos enguantadas sostienen un báculo. En el interior de los rodeos de la voluta, aparece una minúscula imagen de la Virgen de Montserrat, patrona de Monforte de Lemos, y a sus pies las armas de los Taboada, familia nobiliaria originaria de Monforte. Esta suntuosa estatua fue encontrada en 1932, en las obras de remodelación de la Plaza de España de Monforte (plaza que era antiguo emplazamiento de la desparecida Iglesia de Santa María de la Regoa) y se especuló con que la pudieran haber mandado construir los propios Condes de Lemos, "como si quisieran honrar en muerte a quien ultrajaron en vida". En un registro de escrituras del monasterio, firmado por Fray Mauricio en 1613, se relata lo siguiente;

"Dicen unos y otros testigos que conocieron a Fray Andrés Pardo, Abad de Monforte y Arcediano, que vieron unos y oyeron decir todos, que un día del año 1512 fue convidado a la Casa y Palacio de los Condes de Lemos para comer con sus excelencias. Que después de la comida se introdujo como último plato la especie y pretensión del Abad (de negarse a ceder sus derechos sobre el señorío y el coto de Doade a favor de los Condes de Lemos) procurando discutírsela con halagos, promesas y amenazas, y no habiendo bastado ni las unas ni las otras, se pasó a la más sacrílega temeridad. Mandó que los pajes y los críados como si fuesen ministros de Herodes, o del infierno, trajese la mitra de hierro encendida al fuego y que se la pusiesen, como de hecho se puso, en la cabeza del inocente prelado. Concluído aquel horrendo e inaudito sacrificio que se ejecutó en la víctima abacial, no se sabe, ni los testigos lo dicen, si murió, como es de creer, al instante o si aún le quedó vida para venir con ella a despedirse de los monjes y Comunidad. Sábese si, que algunas personas, o por piedad o por mandato de los condes, le pasaron al Monasterio..."
Fray Mauricio, 1613.

El documento no deja dudas acerca de sobre quien se nos está hablando; se trata del mismo Monje cuya estatua funeraria se encontró en 1932. Ello desemboca en otra versión de la leyenda, que apunta a Fray Andrés Pardo como la víctima del crimen, y que se aparta del móvil pasional para situarlo en el contexto de una disputa por tierras y propiedades. Dada la cronología en la que data el suceso, en el año 1512, el ejecutor hubiera sido Fernando Ruiz de Castro y Portugal, IV conde de Lemos. A pesar de todo ello, la leyenda en sí sigue resultando históricamente más que dudosa, y aún el documento referenciado no habla de primera mano y se refiere a rumores: "Dicen unos y otros (...)"; ello sin tener en cuenta que el incendio que arruinó el fondo documental del Monasterio conllevó la creación de algunos comprobados falsos históricos, debido a que los Benedictinos, al perder prácticamente el grueso de su documentación , reescribieron de memoria muchos de los documentos desaparecidos.
Sin embargo, la popularidad de la leyenda ha provocado la creencia popular que atribuye propiedades curativas a la cabeza del Abad, que se manifestarían al pasar la mano sobre ella; ello ha conllevado un fuerte y visible deterioro de esta parte de la escultura.